# 市腋村
市腋村（いちえむら）は、愛知県海西郡にかつてあった村である。
現在の愛西市南部（東保町、西保町など）と弥富市北部（荷ノ上町、五ノ三町など）に該当する。

## 歴史
- 1889年（明治22年）10月1日 - 荷ノ上村、五ノ三村、西保村、東保村が合併し、市腋村発足。
- 1906年（明治39年）7月1日 - 分割され廃止。
  - 西保・東保は、東市江村、十四山村の一部[1]と合併し、市江村発足。
  - 荷ノ上・五ノ三は、弥富町に編入される。